# Templo de Caracas (SUD)
El Templo de Caracas es uno de los templos construidos y operados por la Iglesia de Jesucristo de los Santos de los Últimos Días, el número 96 construido por la iglesia y el único de Venezuela. El 7 de abril de 2024 fue anunciado un segundo templo en la ciudad de  Maracaibo, Zulia. El templo de Caracas está ubicado en la urbanización Caurimare de la ciudad de Caracas, Estado Miranda.

## Construcción
En la conferencia general de la Iglesia de Jesucristo de los Santos de los Últimos Días de 1995, el entonces presidente de la iglesia Gordon B. Hinckley anunció los planes de construir un templo en Venezuela. Tras el anuncio público, la iglesia en ese país buscó un terreno adecuado, considerando varios puntos por cerca de 18 meses. Finalmente se decidió construir el templo religioso en un terreno que la iglesia ya poseía en la ciudad de Caracas y la ceremonia de la primera palada tuvo lugar en 1999.
La construcción del templo de Caracas duró poco más de año y medio, a pesar de ciertos contratiempos, incluyendo el descubrimiento de un manantial durante la excavación y dos desprendimientos de tierra.
El templo de Caracas es uno de los templos de menores proporciones que tiene variaciones al diseño y planos de los templos de menores proporciones. Tiene mayor superficie para incluir un segundo salón para las investiduras ceremoniales. Ambos salones cuentan con dos salas para estadios progresivos de la ceremonia, la primera de las dos dotado de la película de la creación y la segunda sala dotada con el velo que separa al salón celestial. Es uno de tres templos de proporciones menores a nivel mundial en contar con dos pisos en su superficie.

## Dedicación
El templo de la ciudad de Caracas fue dedicado para sus actividades eclesiásticas en cuatro sesiones, el 20 de agosto de 2000, por Gordon B. Hinckley. Con anterioridad a ello, el 5, el 7 y el 12 de agosto de ese mismo año, la iglesia permitió un recorrido público de las instalaciones y del interior del templo al que asistieron más de 27.000 visitantes. Unos 6.000 miembros de la iglesia e invitados asistieron a la ceremonia de dedicación, que incluye una oración dedicatoria.

## Características
Los templos de la Iglesia de Jesucristo de los Santos de los Últimos Días son construidos con el fin de «proveer ordenanzas y ceremonias consideradas sagradas para sus miembros y para quienes son necesarias para la salvación individual y la exaltación familiar». El templo de Caracas tiene un total de 1.425 metros cuadrados de construcción, contando con dos salones para dichas ordenanzas y dos salones de sellamientos matrimoniales.
El templo de Caracas fue el templo número 40 construido con especificaciones de menores proporciones con el fin de completar la meta del entonces presidente de la iglesia Gordon B. Hinckley de tener construidos 100 templos alrededor del mundo para fines del año 2000. Con 15 332 pies cuadrados (1424,4 m²) de construcción, es uno de los templos de mayor tamaño entre los templos de menores proporciones operados por la iglesia SUD a nivel mundial. El templo de menores proporciones más pequeño es el templo de Colonia Juárez, con 6800 pies cuadrados (631,7 m²) de construcción y el templo de Yigo, Guam con 6861 pies cuadrados (637,4 m²).
El templo de Caracas es utilizado por más de 72.000 miembros repartidos en 16 estacas afiliadas a la iglesia en Venezuela. La primera estaca fue organizada en Venezuela en el año 1977, el miembro con más antigüedad en la iglesia venezolana, en ese año, tenía 7 años de haberse bautizado en ella. Al templo, por su cercanía a las comunidades, también acuden miembros provenientes de Aruba, Surinam, Guyana, Trinidad y Tobago, las Antillas Neerlandesas y ciertas regiones del norte de Brasil. Desde el año 2007, por primera vez desde su dedicación en 2000, un venezolano preside al templo de Caracas. Venezuela no recibe misioneros estadounidenses desde finales de 2005.